# Городище (Високівська сільська громада)
Городи́ще — село в Україні, у Високівській сільській територіальній громаді Житомирського району Житомирської області. Чисельність населення становить 526 осіб (2001). У 1923—2015 роках — адміністративний центр колишньої однойменної сільської ради.

## Загальна інформація
Розташоване за 17 км від Черняхова та за 13 км від залізничної станції Житомир.

## Населення
У 1906 році в поселенні налічувалося 335 мешканців, дворів — 91, у 1923 році — 804 мешканці, дворів — 172.
На початок 1970-х років в селі було 288 дворів із населенням 859 осіб.
Відповідно до результатів перепису населення СРСР, кількість населення станом на 12 січня 1989 року становила 552 особи. Станом на 5 грудня 2001 року, відповідно до перепису населення України, кількість мешканців села становила 526 осіб.

## Історія
Відоме з 16 століття. Біля села виявлено стоянку доби раннього палеоліту. Згадується у люстрації Київського воєводства 1754 року, належало до Студениці, перебувало в посесії Виговського, було там 15 дворів.
Наприкінці 19 століття — сільце Черняхівської волості Житомирського повіту Волинської губернії. Належало до православної парафії у Вересах, за 3 версти.
У 1906 році — сільце Черняхівської волості (7-го стану) Житомирського повіту Волинської губернії. Відстань до губернського та повітового центру м. Житомир становила 13 верст, до волосного центру містечка Черняхів — 17 верст. Поштове відділення — міст. Черняхів.
У 1923 році увійшло до складу новоствореної Городищенської сільської ради, яка 7 березня 1923 року включена до складу новоутвореного Левківського району Житомирської (згодом — Волинська) округи; адміністративний центр ради. Розміщувалося за 10 верст від районного центру міст. Левків. 28 вересня 1925 року, в складі сільської ради, передане до Черняхівського району Волинської округи.
На фронтах Другої світової війни воювало 165 селян, 70 з них нагороджені орденами й медалями, 88 загинули. На їх честь встановлено пам'ятник.
В радянські часи в селі розміщувалася центральна садиба колгоспу льонарсько-картоплярського та м'ясо-молочного напрямків, який обробляв 1 138 га угідь, з них 918 га — рілля. 46 колгоспників нагороджені орденами й медалями СРСР. У селі були восьмирічна школа, будинок культури, дві бібліотеки, фельдшерсько-акушерський пункт, поштове відділення, сільмаг.
29 червня 1960 року, відповідно до рішення Житомирського облвиконкому № 683 «Про об'єднання деяких населених пунктів в районах області», до села приєднано хутір Городище.
6 серпня 2015 року включене до складу новоутвореної Високівської сільської територіальної громади Черняхівського району Житомирської області. Від 19 липня 2020 року, разом з громадою, в складі новоствореного Житомирського району Житомирської області.

## Відомі люди
- Власюк Роман Васильович (1989—2014) — учасник російсько-української війни.
- Рибак Михайло Володимирович (1994—2014) — учасник російсько-української війни.